# Li Shizhen
Li Shizhen (3 juli 1518 – 1593) (jiaxiang: Hubei, Huanggang, Qizhou, Qichun 湖北黄冈蕲春蕲州), uit de Ming-dynastie, was een van de grootste dokters en apothekers in de Chinese geschiedenis. Zijn belangrijkste bijdrage was de Bencao Gangmu, compendium of Materia Medica. Hij wordt beschouwd als een van de grootste geleerden van China. Zijn boek beschrijft 1895 medicijnen in detail (Chinese geneeskunde) met 1100 illustraties en 11.000 voorschriften. Hij voltooide zijn Ben Cao Gang Mu in 1587. Reeds in 1108 (Song dynastie) werd een soortgelijk boek geschreven met 1746 'artikelen' over natuurlijke medicijnen. Ter vergelijking; een hebalium van Odo von Meung (12e eeuw) bevatte slechts 77 ingangen over geneeskrachtige planten.

## Leven van Li Shizen
Naast de Ben Cao Gang Mu schreef Li Shizen nog elf andere boeken waaronder Binhu Maixue een studie over de polsslag. Hij leefde tijdens de Ming dynastie en was beïnvloed door de neo-Confuciaanse ideeën van zijn tijd. Hij werd geboren in de huidige Hubei provincie op 3 juli 1518 en stierf 75 jaar later in 1593. Li's grootvader was een dokter en zijn vader ook. Hij verwierf een positie aan het Keizerlijk Geneeskundig Instituut van Peking. Maar een jaar later werd hij toch maar weer gewoon dokter. Om zijn Ben Cao te schrijven consulteerde hij een achthonderdtal medische boeken. Dat was ongeveer de totale hoeveelheid beschikbare medische werken in zijn tijd. Hij reisde het land af om de boeken in te kijken en schreef 27 jaar aan zijn meesterwerk. Ironisch genoeg werd hij er ziek van. Er gingen geruchten dat hij tien jaar lang zijn huis niet uit kwam om te kunnen schrijven.

## De Bencao Gangmu
Li's bibliografie besloeg meer dan 900 boeken. Zijn Ben Cao bevatte artikelen over 1895 medicijnen in detail waarvan er 1094 botanisch waren. Zijn systeem van classificeren was te vergelijken met dat van Carl Linnaeus in de 18e eeuw. Pehr Osbeck een van de studenten van Linnaeus bezocht China in 1750-52 en keerde net op tijd terug naar Zweden om 600 planten aan Species plantarum van Carl Linnaeus toe te voegen (bevatte 7700 soorten planten).